# Fatiha Serour
Fatiha Serour (en arabe : الفاتحة سرور) est l'adjointe du représentant spécial pour la Somalie. Elle a été nommée à ce poste par le secrétaire général des Nations unies Ban Ki-moon, le 30 octobre 2013.

## Biographie
Fatiha Serour, une ressortissante Algérienne, a étudié à l'université d'Aberdeen, où elle a obtenu un Ph. D dans les stratégies de développement pour l'Afrique. Elle est également titulaire d'une maîtrise ès arts en relations internationales de l'université de Lille en France.
Fatiha Serour a occupé de nombreux postes au sein de l'organisation des Nations unies, y compris en qualité de conseiller principal au département des affaires économiques et sociales et avec la Mission d'assistance des Nations unies en Afghanistan, la MANUA, et, plus récemment, le bureau des Nations unies pour les services du projet. Elle a également occupé le poste de directeur de la jeunesse au secrétariat du Commonwealth.